# Voigt-Denkmal

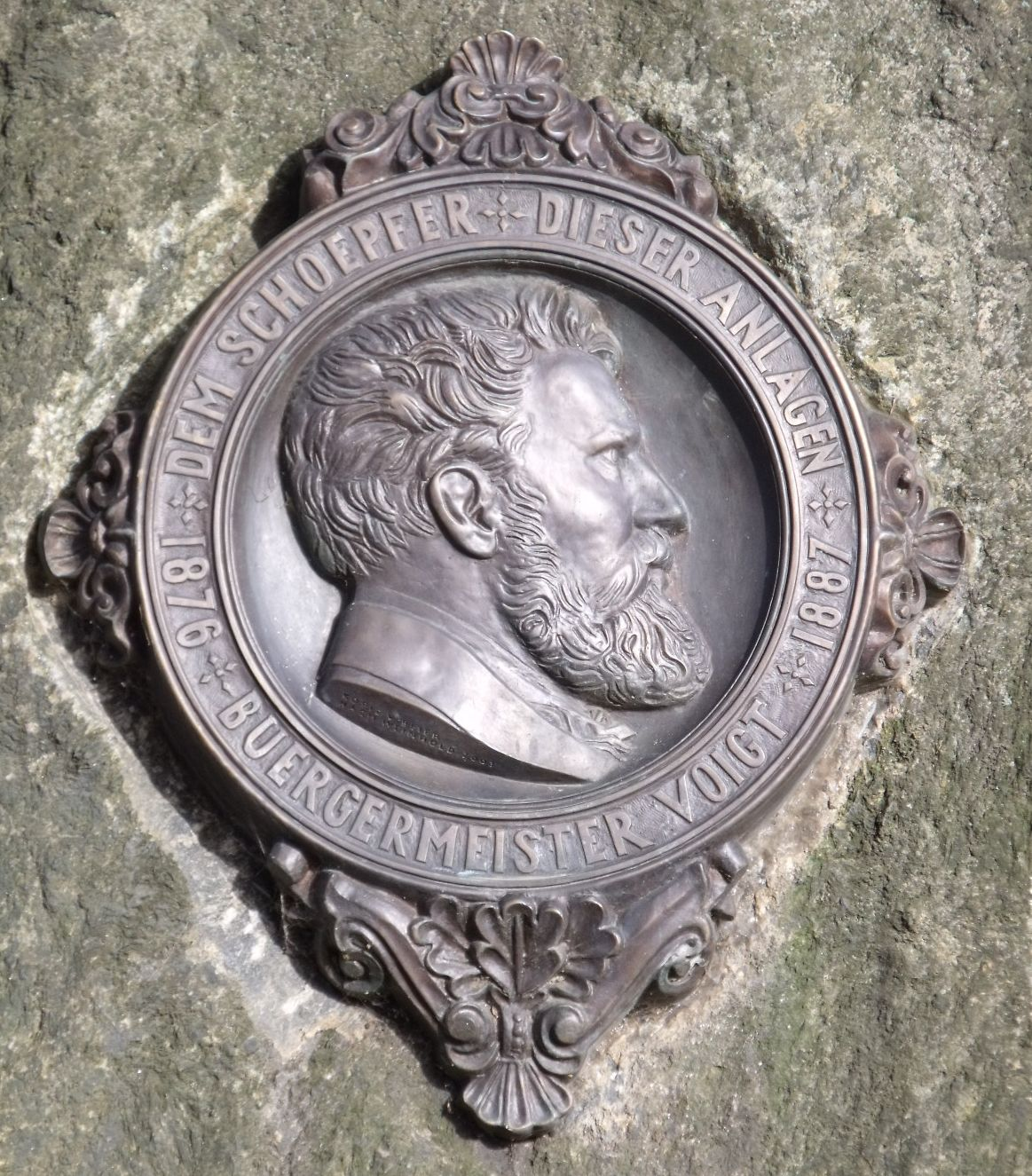
Voigt-Denkmal in Mittweida

Das Voigt-Denkmal in der sächsischen Stadt Mittweida erinnerte an den nationalliberalen Politiker Ernst Voigt, der von 1875 bis 1881 Bürgermeister in Mittweida gewesen ist. Es wurde 1887 gestiftet durch die Bürger von Mittweida für den Schöpfer der Parkanlagen am Schwanenteich.

## Standort
Das Denkmal in Gestalt einer auf einem großen Felsbrocken angebrachten Bronzeplakette befindet sich vor dem heutigen Alfred-Udo-Holtzt-Bau der Hochschule Mittweida auf dem Technikumplatz.

## Geschichte
Am 7. August 1887 wurde im damaligen Technikumpark in Mittweida das Voigt-Denkmal enthüllt. Die Feier begann mit einem vom Stadtmusikchor vorgetragenen Choral und dem gemeinsamen Gesang von „Zur Feier tretet, Brüder, in die Runde“, gedichtet vom Mittweidaer Realschuldirektor Gesell. Der Fabrikant Franz Winkler hielt im Anschluss eine Ansprache an die Vertreter der Stadt und die anwesenden Mitbürger und Mitbürgerinnen sowie Freunde des 1886 verstorbenen früheren Bürgermeisters Voigt. Die Plakette wurde vom Bildhauer Wilhelm Heinrich Weinhold (1844–1932) geschaffen.
Die Wahl eines gewaltigen, geologisch merkwürdigen Steinblocks zum Träger der Voigt-Plakette sowie der Standort desselben an einem an sich anspruchslosen, aber anheimelnden und schattigen Plätzchen der Anlagen, glaubte man damals sei im Sinne Voigts gewesen, welcher in der Anlehnung der Kunst an die Natur innere Befriedigung gefunden habe.
Die ursprüngliche Plakette ist im Oktober 1942 im Rahmen der Aktion Metallspende des Deutschen Volkes an den Führer entfernt und eingeschmolzen worden. Im Jahr 2003 wurde eine neu erstellt Kopie an gleicher Stelle wieder befestigt.